# Villa Guidini
Villa Guidini è una villa veneta di Zero Branco. Si trova in località Conche (a nord-est del centro), al civico 52 di via Guidini. È la più significativa costruzione del genere del Comune.

## Storia
La costruzione fu iniziata nel 1699 dai Dente, famiglia veneziana impiegata nel commercio di granaglie. Il 26 agosto 1712 fu consacrato l'oratorio. 
Nel 1915 di fronte a quest'ultimo fu edificata una piccola fornace, in seguito demolita. Negli anni cinquanta  la barchessa occidentale, destinata in origine a ospitare i magazzini e le cantine, fu ampliata (l'altra venne abbattuta in epoca imprecisata) per ospitare un laboratorio per l'essiccazione e la lavorazione del tabacco.
Verso la metà del Ottocento fu acquistata dall'ingegnere e patrizio svizzero Giovan Battista Guidini detto Titta (1812-1885), zio dell'architetto ticinese Augusto Guidini. Alla sua dipartita l'immobile passò al figlio Carlo Pietro Guidini, commerciante e mecenate (1837-1897). Alla morte di quest'ultimo, in forza di un testamento olografo, il beneficiario del patrimonio risultò essere l'unico figlio maschio ovvero l'ingegnere Giovanni Battista Guidini detto Gio’ Batta (1865-1931). A sua volta egli lasciò la villa in eredità all'Associazione Combattenti e Reduci di Venezia. Fu poi ceduta al Comune di Zero Branco e oggi ospita un centro socio-culturale.

## Edificio

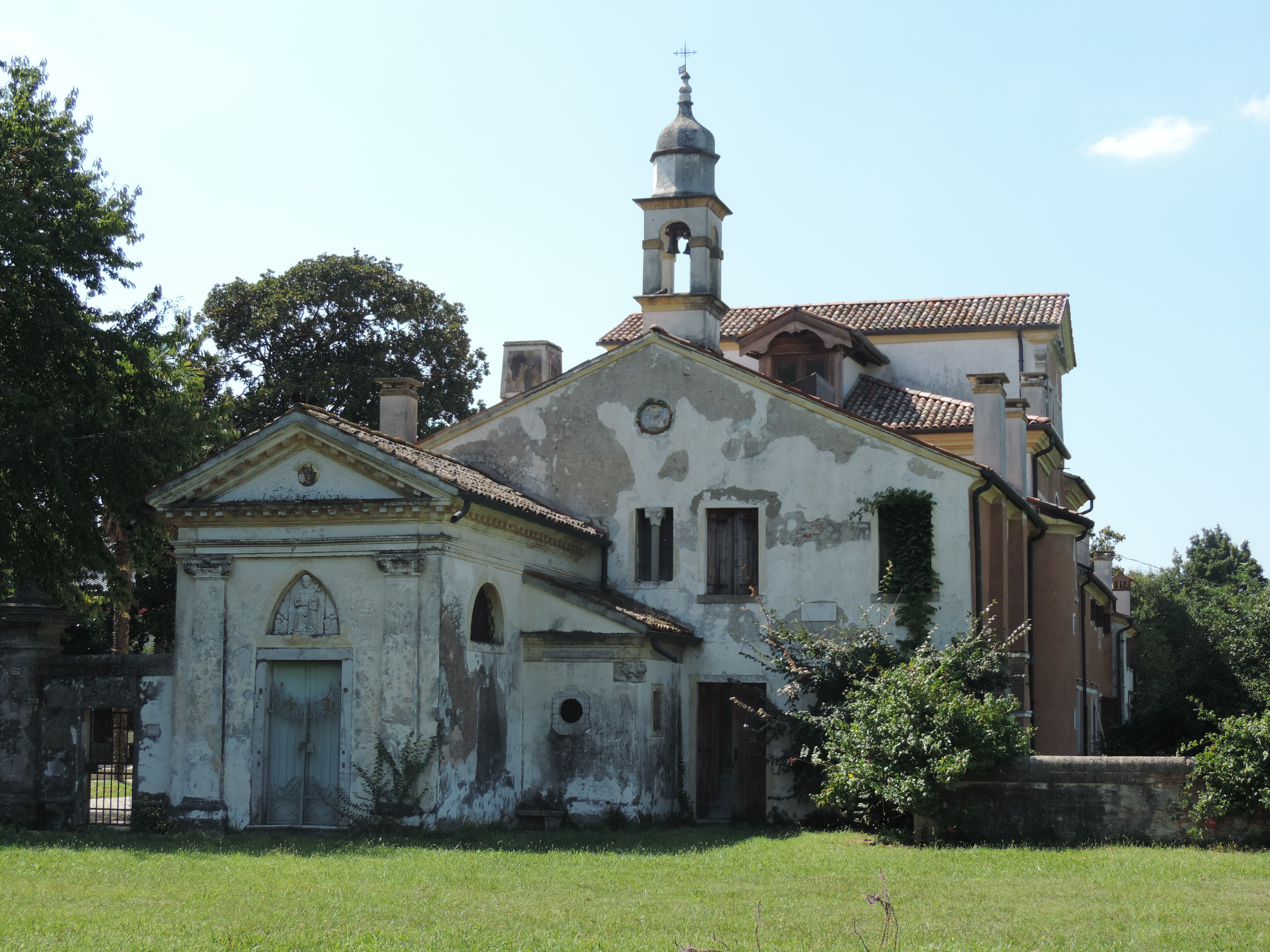
Vista da est con la cappella in primo piano

La facciata è rivolta al parco, peraltro molto meno vasto di quanto lo era in passato. Si suddivide in riquadri e campiture; il corpo centrale presenta un terrazzino al secondo piano e termina un frontone incorniciato ai lati da anse incurvate tardo-barocche. L'interno presenta gli stucchi di Giovanni Bittante rappresentanti frutta, fiori e volatili. 
All'estremità orientale si trova la cappellina di Sant'Ignazio, i cui interni sono ornati da stucchi, sempre del Bittante; l'altare marmoreo è sovrastato da una pala raffigurante la Madonna del Carmine con Gesù Bambino e i santi Antonio da Padova e Ignazio di Loyola.
Di fronte al corpo centrale della villa vi è un laghetto. A completamento del complesso un prato e un vasto parco con alberi di alto fusto ed essenze rare. In un angolo si trova la ghiacciaia, una costruzione in mattoni sormontata da una cupola e ricoperta di terra: riempita di ghiaccio e neve fungeva da frigorifero.